# 臺北市立建國高級中學
臺北市立建國高級中學，簡稱建國中學、建中，為一所市立普通型高級中等學校，位於臺灣臺北市中正區南海學園正對面，為北市六省中之一。前身為臺灣日治時期的臺北一中。

## 學校象徵

### 校徽
三角形的深藍色校徽中，是一個「北」字圍成的框架，而三角形的中間，是一「台」字，象徵建中所在的城市；其中，又表示建中過去為臺北州立臺北第一中學校。

### 校名
校名「建國」二字，原先依照韋氏拼音翻譯成「Chien Kuo」，沿用已久，獲學生及校友認同，故仍經常使用非正式文宣上。而該校知名校友馬英九於臺北市長任內市府為所屬機關學校英文譯名統一使用漢語拼音，故正式譯名改為「Jianguo」。該校經決議於2023年將英文全銜恢復為。

### 校歌
建國中學校歌由趙友培作詞，李君重作曲。歌詞中「看！我們重建燦爛的新中華。」、「同學們！同學們！同學們！努力奮鬥同建大中華。」兩句也呼應著校名「建國」二字。孫嘉時校長任內，曾將校歌依原曲重新填詞，將原本的「東海東，玉山下」改為「草山高，淡水清」版本，後取消，復用原詞。日治時期臺北一中亦有校歌，並有著「高砂島是為日本國南方的重鎮」、「仰望高聳入天的新高山」、「將此自覺之光輝散佈到全世界」等歌詞內容。

## 校史

### 沿革
1898年2月，時任臺灣總督府國語學校校長町田則文建議設立中學校，3月4日設立「國語學校第四附屬學校尋常中等科」，4月2日在今中山堂附近之房舍正式開學。同年8月16日，再改為「總督府國語學校第二附屬學校中學科」，於次年4月1日起實施，為專收日籍學生的中等學校。1902年3月30日改設「臺灣總督府國語學校中學部」。
1907年5月20日獨立設置為「臺灣總督府中學校」。1908年於臺北市鼓亭龍口町一丁目尋得校地，即今臺北市南海路56號現址。次年遷入由臺灣總督府土木局營繕課近藤十郎所設計的新校舍。
1914年發布告示第72號《臺灣總督府中學校規則》。因新設「臺灣總督府臺南中學校」（今臺南二中），校名更為「臺灣總督府臺北中學校」。1919年發佈《臺灣教育令》，總督府採許可制，准許臺灣人子弟可以進入日人專用的各學校，試行「日臺共學」。1920年臺灣地方制度劃分為五州二廳。1921年4月1日移交臺北州管轄，25日，更名為「臺北州立臺北中學校」。1922年發布《臺灣教育令》第2次修正，實施日臺共學，因「臺北州立臺北第二中學校」（今成功高中）成立，改名為「臺北州立臺北第一中學校」。1923年代表臺灣出賽「第9回全國中等學校優勝野球大會」，此為臺灣隊伍第一次參賽。

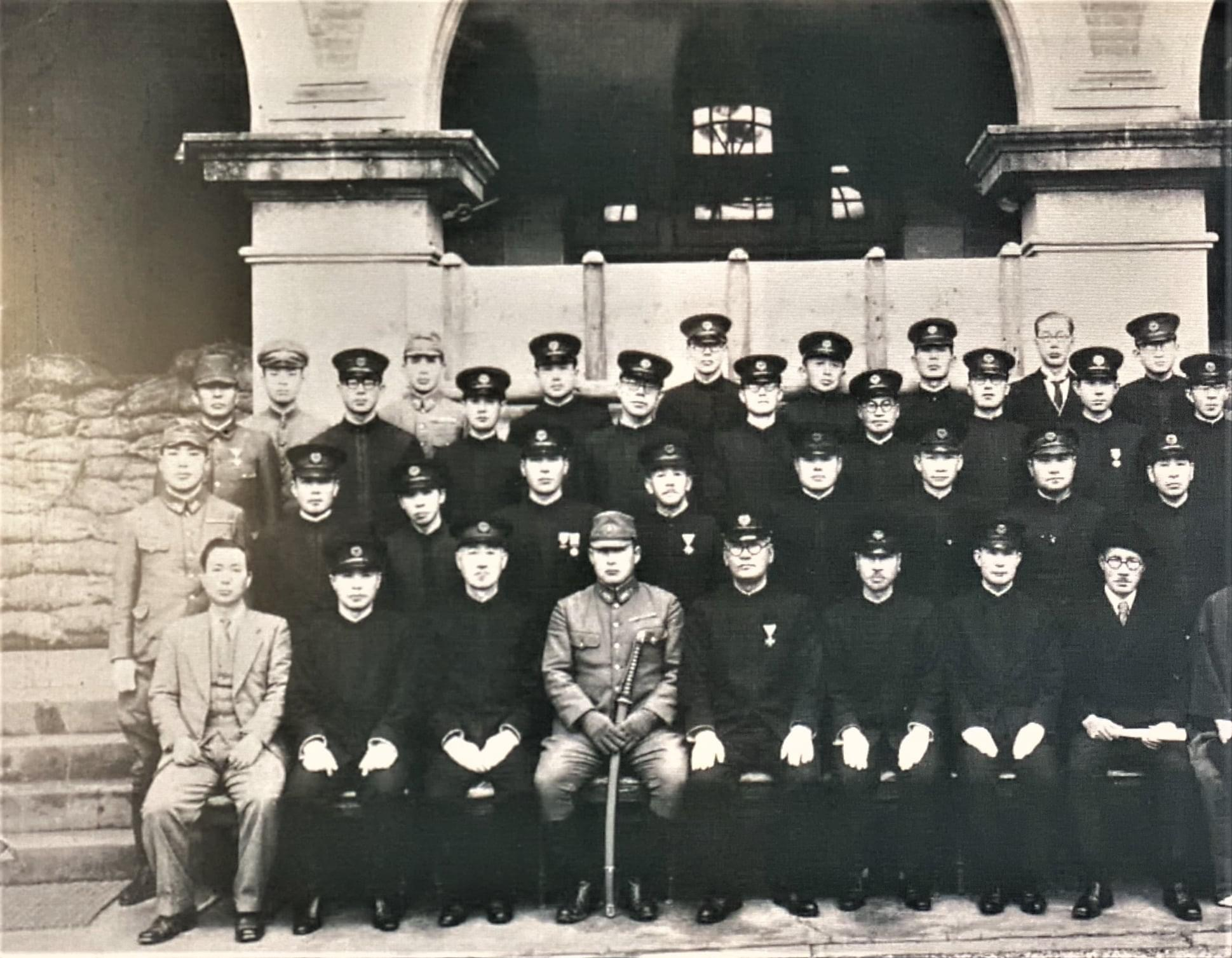
1945年（昭和20年）5月31日，臺北第一中學校教職員合照

1945年第二次世界大戰結束，日本無條件投降，臺北一中和四中的臺籍學生10月29日於永樂國民學校（今永樂國小）復課，後來臺北三中臺籍學生加入，12月5日，遷日新國民學校（今日新國小），12月6日於日新國小辦聯合開學典禮，後以為校慶，以資紀念。日本籍的學生，以「臺灣省立臺北仁愛中學」的名義於原龍口町臺北一中校舍繼續上課，旋併入臺灣省立臺北和平中學（今師大附中）。12月14日，臺灣省政府教育廳下令將臺北一、三、四中的臺籍學生合併為「臺灣省立臺北第一中學」，暫於舊「臺北第四中學校」校舍 （今建國中學東北角宿舍區）上課。1946年1月28日更名為「臺灣省立臺北建國中學」，初設有日夜間部高中、初中、補習學校初高中等多種學制，一度男女兼收，1955年停止招收女生。1955年，因中華民國政府鑒於中樞方從中國大陸遷臺不久，深知時局不穩，實施「防空疏散政策」，規劃臺灣省各省立學校設立分校，於是建國中學主辦的「臺灣省臺北市五省立中學中和聯合分部」在8月設立，1963年獨立設校為台北縣立中和初級中學（今新北市立中和國民中學）。1967年臺北市升格為直轄市後改隸臺北市政府，更名為「臺北市立建國高級中學」。1968年實施九年國民義務教育政策而停辦初中。1983年停辦附屬高中夜間部，2000年停辦附屬建中補校，僅存日間部高中部學制，並專收男生。

### 歷屆校長
| 日本統治時期                                                         |        |        |                                                          |
| 臺北州立臺北第一中學校 臺北州立臺北第三中學校 臺北州立臺北第四中學校 |        |        |                                                          |
| 民國時期                                                             |        |        |                                                          |
| 任別                                                                 | 任期   | 姓名   | 簡介                                                     |
| 一                                                                   | 1945年 | 張耀堂 |                                                          |
| 二                                                                   | 1946年 | 陳文彬 | 二二八事件後離開台灣                                     |
| 三                                                                   | 1947年 | 孫嘉時 |                                                          |
| 四                                                                   | 1948年 | 梁惠溥 |                                                          |
| 五                                                                   | 1949年 | 賀翊新 |                                                          |
| 六                                                                   | 1955年 | 凌孝芬 |                                                          |
| 七                                                                   | 1957年 | 賀翊新 | 第五任校長回任                                           |
| 八                                                                   | 1967年 | 崔德禮 |                                                          |
| 代理                                                                 | 1972年 | 王蕪先 |                                                          |
| 九                                                                   | 1973年 | 黃建斌 |                                                          |
| 十                                                                   | 1986年 | 李大祥 |                                                          |
| 十一                                                                 | 1989年 | 劉玉春 |                                                          |
| 十二                                                                 | 1996年 | 李錫津 |                                                          |
| 十三                                                                 | 1999年 | 吳武雄 |                                                          |
| 校長遴選制度修改                                                     |        |        |                                                          |
| 新制一                                                               | 2003年 | 吳武雄 |                                                          |
| 新制二                                                               | 2008年 | 蔡炳坤 | 第一任遴選校長， 因轉任臺中市副市長卸任。                |
| 代理                                                                 | 2010年 | 徐建國 |                                                          |
| 新制三                                                               | 2011年 | 陳偉泓 | 原麗山高中校長，出任校長後原代理校長徐建國轉任麗山校長。 |
| 新制四                                                               | 2015年 | 徐建國 | 提前退休出任私立衛理女中校長                             |
| 新制五                                                               | 2022年 | 莊智鈞 | 原大同高中校長轉任                                       |

#### 赫赫黌宇碑

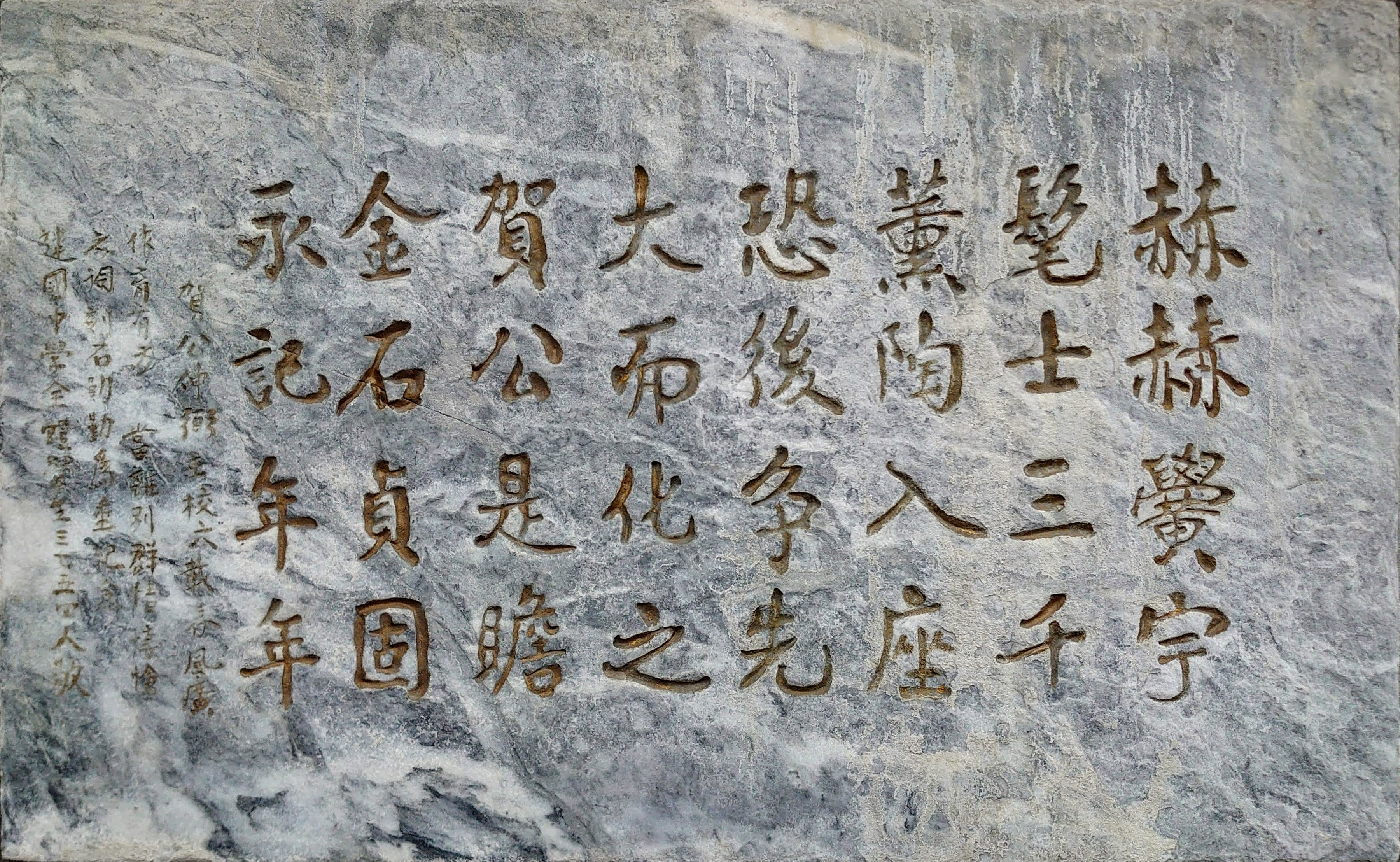
建國中學紅樓柱上紀錄賀翊新校長卸任時受到學生歡送的石板

建國中學紅樓裝置了碑文，由曾任國文老師的畢無方為紀念過去的校長而製作。

## 課程教學

### 招生情況
為第一志願，基本學力測驗須達PR值99（前1%）才能錄取；民國113年國中教育會考換算基北區積分則要34.8分、5A9+以上才能在超額比序中脫穎而出（該區滿分36分、5A10+）。
除國共戰爭後曾短暫配合政策收容來臺之女學生外，該校長期以來皆只招收男性學生，近年雖有討論改為男女合校，但始終沒有實行。該校也一直採用臺灣中學傳統的卡其色軍訓制服與綠色書包，但該校已於2019年放寬服裝儀容限制，開放學生著便服上下學。

### 教學活動
該校在職教師組成教師會，退休教師有建中會。教師合唱團等。除此，各科教師組成教學研究會。有國文、英文、數學、社會、自然、歷史、生物等。教學研究會除出版學生學習資料外，也舉辦各類活動，如：國文科教學研究會的紅樓文學獎等。

## 課外活動

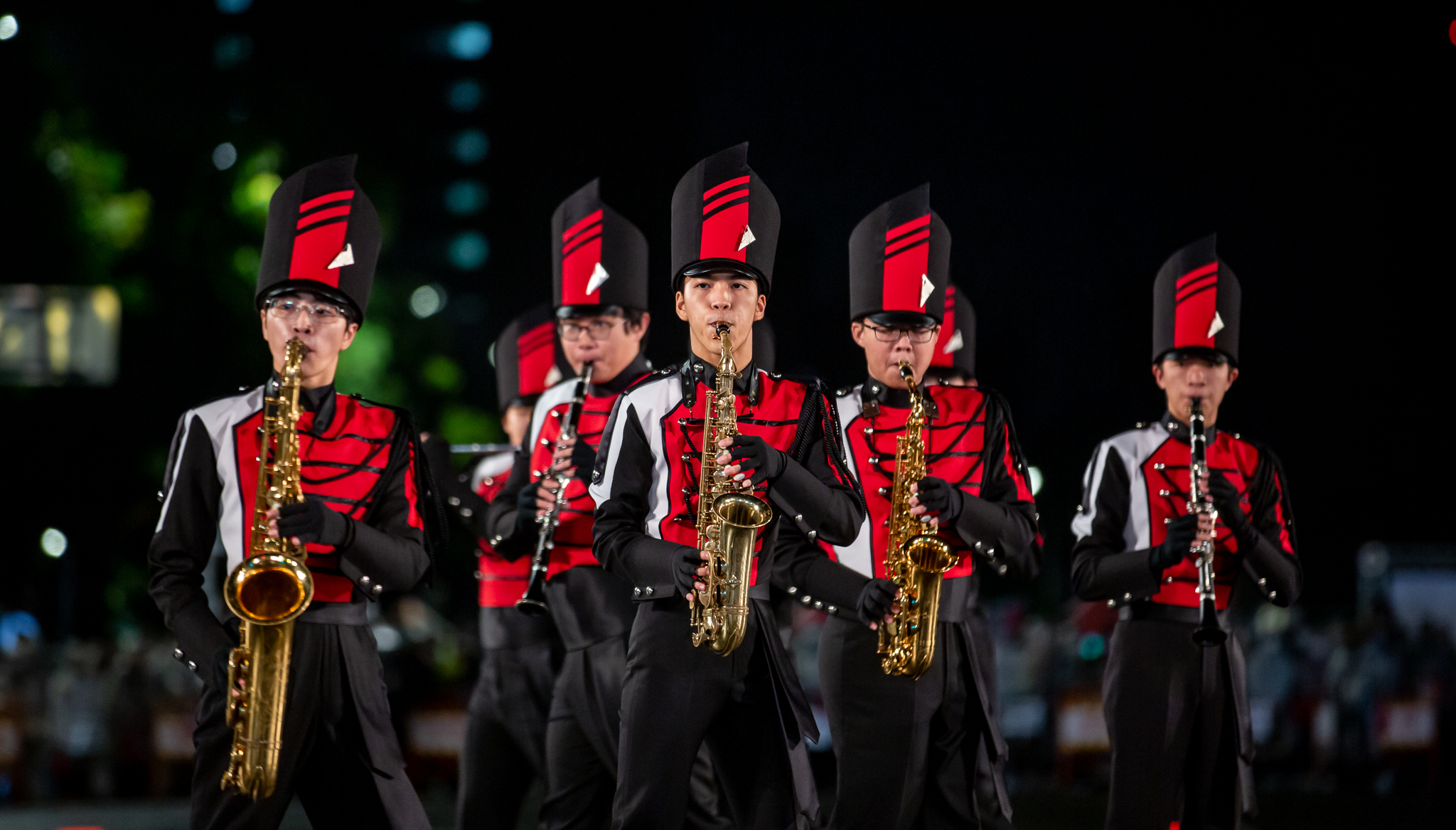
建中樂旗隊

建國中學一向以「自由」為傲，但近來校方對於「自由」之詮釋往往偏重於學習（自由學風），而學生則較為偏重生活、行為。由於對於自由認識的不同，學生與校方往往有所衝突。但相對於臺灣其他高中，該校對於學生之約束較少，從社團活動的豐富多元與班際活動的參與上可以略見一二。但近年曾有數次校方管理遲到或側門翻牆事件太過嚴格而鬧上媒體的狀況。
該校的課外活動中，由校方或教師主辦的有一年一度的校慶創意進場、園遊會、班際合唱比賽、紅樓文藝營、紅樓文學獎。而該校的學生自治團體班聯會也定期舉辦電影欣賞會、社團聯展、校慶舞會等等活動。而除此之外，影響學生最多的莫過於社團活動。

### 社團活動
建中的社團類型可大致分為學術性、才藝性、服務性、音樂性、體育性等五類。

### 自治活動
建中學生的自治活動由班聯會統籌，另成立籌備畢業典禮及畢業紀念冊相關會務之畢聯會、畢籌會。
|                                      | 臺北市立建國高級中學學生， 為發揚校園民主精神，加強班級或社團之聯繫，促進師生溝通，維護學生權利， 制定本憲章，永矢弗諼。 |
| ——臺北市立建國高級中學班聯會憲章序言 | |

#### 班聯會
臺北市立建國高級中學班聯會為建中最高學生自治組織，為少數將行政（行政部門）、立法（班代大會）、司法（評議委員會）三權分立的學生自治組織。約在1960年代建立，迄今約40餘年。早期由班長組成。1970年代逐漸發展，形成今日班聯會的基礎，各式活動也多在此時期建立，如報刊型校刊《建中人》之發行、今日之社團聯展（迎新、送舊與校慶音樂會）、電影欣賞會等。1980年代由於行政團隊與其他班長的分化，而形成了今日行政-議會分立的局面，但在此同時也引發兩份章程問題，行政-議會分立的體制並沒有受到當時校方的認可，但班聯會仍以該體制行事。1987年2月9日舉辦臺灣高中第一次的自辦舞會。今日班聯會之體制於1992年正式確立，同時並確認全體學生皆為班聯會員。
目前班聯會之行政部門擁有一間專屬空間，位於夢紅樓地下室，主要業務有舉辦社團聯展（上下學期）、電影欣賞會（目前與北一女中班聯會合辦，稱「建北聯合電影欣賞會」）、校慶舞會、校慶紀念品、畢業紀念品、《建社望友》社團簡介編輯、建北特約商店協調 等。班代大會主要業務有審議預、決算、監督行政部門。行政部門另下設獨立機關－選舉委員會，專責舉辦班聯會主席選舉及會員投票（即校園內公投）。

#### 畢聯會
畢業生聯合會，由各班級之畢業生代表組成，負責製作畢業紀念冊及協助畢籌會辦理畢業典禮。下設行政組、編輯組、稿件組、聯絡組等四個分組。

#### 畢籌會
畢業典禮籌備委員會，專責籌備畢業典禮活動。

### 學生刊物

##### 《建中青年》
由建中青年社主編的半年刊與校刊。內容從逍遙遊（笑話集）到國家、國際議題，如臺語文學、「三月學運」和由「雪山獅子旗」介紹「西藏獨立運動」等。1954年創刊，禁刊後於1958年12月6日復刊第一期，2010年代以人文與社會相關之專題為主要內容取向。原為強制購買（包含在學生活動費裡），但在133期時開始自由認購。

##### 《東海東》
2013年10月創報，來由為建中校歌歌首三字「東海東」，為建中青年附屬之報紙刊物。主要報導與建中校務運作，學生事務有高度相關的時事議題，如：「合作社全面用卡，現金交易走入歷史」、「『自由樂捐』的廁所清潔費」、「數學段考──數學老師的陰謀？」等；然其中不乏受到當事人關注之議題，像是：「過馬路被記警告，教官懲處過當？」、「我們要公平的籃球賽」、「舞會結束後，建中一團亂，社團、班聯會有待改進」......較具爭議，可引發討論的時事。2015年11月20日刊登報導《校長座談會　徐建國：名校畢業生與無業遊民票數相同並不公平》引發爭議，後對於語序以及引用中的錯誤致歉，詳見徐建國校長座談會爭議。
第11刊（2016年1月）後因經費不足及人力狀態持續停刊中。

##### 《建中人》
- 建中文選：歷屆紅樓文學獎得獎作品與課堂優良作文合編之建中年度文選。一年一本，早期由中央日報社代理出版。目前由國文科教學研究會發行。

- 資優班成果彙編：數理與人社資優班各自的專題研究作品集（分開發行），由各屆資優班製作。

#### 地下刊物
該校有非正規地下刊物，如1990年代初，對當時校方制度表示不滿的《火種》（僅發行兩期），及其停刊後響應的刊物《阿魯巴》（1993年發行，共四期）。

### 國際數理科學奧林匹亞競賽
截至2022年，國際數理科學及地理奧林匹亞競賽計取得146面金牌、132面銀牌、39面銅牌。

### 體育運動

#### 橄欖球
建中橄欖球隊為臺灣高中橄欖球勁旅，日治時期曾在昭和9年、昭和15年兩度奪得全日本中學橄欖球大賽冠軍。戰後曾經在全國橄欖球賽高中組連續獲得十九次冠軍。早期校友設計隊服時，以紐西蘭全黑隊（All Blacks （页面存档备份，存于））為師，設計全黑色隊服，因此被喻為黑衫軍。建中橄欖球隊為建中最具歷史性及代表性校隊，為建中爭取無數榮譽，其堅忍不拔，沉著應戰，承先啟後，繼往開來的隊訓也被喻為建中精神的代表。
建中校內刊物《建中青年》第80期曾經以橄欖球隊作為主題報導，其中形容「南海少年遊俠客，詩成嘯傲凌滄州，曾因酒醉鞭名馬，生怕情深累美人」。
2025年建中橄欖球發生偷拍事件，並上傳球隊群組，但校方僅對於拍攝者記小過處份，另外教練宣導時，直接說出被害人的姓名，造成二度傷害。

#### 排球
建中排球隊建中曾在93和95學年度的高中排球聯賽乙級聯賽得到冠軍。

#### 棒球
1906年台灣總督府國語學校中學部（後來改名為台北一中）成立了台灣第一支正式棒球隊，也是第一個打進甲子園的台灣球隊，1923年台北一中代表台灣首次參加夏季甲子園大賽，然而第一戰便輸球淘汰，1929年台北一中再度打進甲子園，3連勝打進4強，創下隊史最佳戰績，一直到1940年台灣最後一次參加甲子園大賽，也是由台北一中代表，總計參加5次夏季甲子園、2次春季甲子園。二次世界大戰結束後，台北一中棒球隊「自然消滅」，直到1998年重新成立棒球社，先後參加高中棒球聯賽與金龍旗青棒賽，於97年學年度開始，在高中聯賽中從硬式組轉戰軟式組。以非科班出身為主的北區高中棒球聯會，曾6度獲得冠軍。

## 校友會
台北市建國中學校友會1981年成立，現任理事長為吳坤光。另外也設有財團法人台北建國中學校友會文教基金會（成立於1983年），董事長由校友會理事長吳坤光兼任。

### 腳註
1. 1 2 3 4 5 6 7  中華民國教育部統計處.  (PDF).   [2022-08-05]. （原始内容存档 (PDF)于2022-07-18） （中文（臺灣））.
2. ↑   (pdf). 臺北市立建國高級中學. 2022-09-05  [2023-04-09]. （原始内容存档于2023-04-08） （中文（臺灣））.
3. ↑  學務處生輔組.  (PDF). 2021-09-06  [2022-01-17]. （原始内容 (PDF)存档于2022-01-18）.
4. ↑  . 建中青年社. 2015-10-20  [2022-01-14] （中文）. 本刊《建中青年》長期由建中青年社編輯，自九十七期起不再受臺北市立建國高級中學審查內容，但由於一四一期發行時該校學務處要求審稿，本刊為落實編輯自主，故不再以該校校刊名義出版。
5. ↑   (PDF). 臺北市立建國高級中學. 2021-06-23  [2022-02-13]. （原始内容 (pdf)存档于2022-06-18） （中文（臺灣））.
6. ↑  .   [2025-07-16] （中文（臺灣））.
7. 1 2  . 臺北市立建國高級中學.   [2020-01-26]. （原始内容存档于2020-01-26） （中文（繁體））.
8. ↑   (PDF).   [2013-06-19]. （原始内容存档 (PDF)于2014-01-09）.
9. ↑  . 自由時報. 2011-06-24  [2022-02-20]. （原始内容存档于2022-07-06）.
10. ↑  .   [2023-04-08]. （原始内容存档于2023-04-10）.
11. ↑   (PDF). 台北市立建國高級中學.   [2022-01-16]. （原始内容 (pdf)存档于2022-06-18）. 校歌--日治時期的校歌充分展現日本帝國立足臺灣, 拓殖亞洲的企圖。光復後開始使用「東海東玉山下;培新苗 吐綠芽，春風吹放自由花。為樑為棟……的版本至今(除了中間數年改用其他版本之外)。
12. ↑  《建國中學紅樓—歷史沿革》，文建會所屬網頁[永久]
13. ↑  《建中世紀》
14. ↑  《建中世紀》沿革篇
15. ↑  . 新北市政府教育局.   [2020-01-25]. （原始内容存档于2020-06-23）.
16. ↑  . 聯合新聞網. 潘才鉉. 2022-04-22  [2022-08-30]. （原始内容存档于2022-08-30）.
17. ↑  吳鴻霖. . 人間福報. 2021-12-16  [2022-02-27]. （原始内容存档于2022-06-18）.
18. ↑  . 自由時報.   [2022-02-16]. （原始内容存档于2022-07-05）.
19. ↑  . 聯合新聞網. 2024-07-10  [2024-07-18]. （原始内容存档于2024-07-18） （中文）.
20. ↑  .   [2021-08-12]. （原始内容存档于2022-06-18）.
21. ↑  . 三立新聞台.   [2022-02-16]. （原始内容存档于2022-07-05）.
22. ↑  . 國立臺灣藝術教育館.   [2023-01-24]. （原始内容存档于2023-01-24）.
23. ↑  .   [2023-01-24]. （原始内容存档于2023-06-26）.
24. ↑  .   [2007-05-20]. （原始内容存档于2007-03-27）.
25. ↑  ETtoday新聞雲. . ETtoday新聞雲.   [2022-06-07]. （原始内容存档于2022-07-07） （中文）.
26. ↑  自由時報電子報. . 自由時報電子報. 2009-06-09  [2022-06-07]. （原始内容存档于2022-07-05） （中文（臺灣））.
27. ↑  . 蘋果日報.
28. ↑  . 聯合新聞網.   [2018-10-17]. （原始内容存档于2018-10-17）.
29. ↑  . 2022-01-11  [2022-01-16]. （原始内容存档于2022-06-18）.
30. ↑  . www.ck.tp.edu.tw.   [2024-07-12]. （原始内容存档于2024-07-12） （中文（臺灣））.
31. ↑  建中青年第 103 期 - 「火種」以及一群人的故事[永久]
32. ↑  .   [2025-05-25].
33. ↑  建中爆偷拍霸凌3／建中青年近來頻走鐘　「黑衫軍」爆霸凌校方回應了 2025.07.16 鏡週刊
34. ↑  7次進軍甲子園 台灣最多 （页面存档备份，存于），自由時報，2013-12-01
35. ↑  台灣史上第一支棒球隊　建中見證國球發展 （页面存档备份，存于），ETtoday，2013-02-16
36. ↑  台北市建國中學校友會. . alumni.ck.tp.edu.tw.   [2022-02-27]. （原始内容存档于2022-02-27）.
37. ↑  財團法人台北建國中學校友會文教基金會. . alumni.ck.tp.edu.tw.   [2022-02-27]. （原始内容存档于2022-03-31）.

### 網頁
- 臺北市立建國高級中學網站（页面存档备份，存于）
- 臺北市立建國高級中學網站 （页面存档备份，存于）
- 台北市立建國高級中學網站 （页面存档备份，存于）
- 建中校史室網站 []（页面存档备份，存于）
- 紅文簡史 （页面存档备份，存于） （页面存档备份，存于）
- 駝．客．站@PBWiki / 社團家族 []（页面存档备份，存于）

### 書籍
- 洪才登. . 市立建國高級中學第一屆人文及社會科學資優班專題論文（未出版） (臺北市). 2007 （中文（臺灣））.
- 張英睿（1983）。建中建築研究。建中青年，79期，65-69。
- 臺北市立建國高級中學（1997）。建中世紀：百年校慶專輯。臺北市，建國高級中學。
- 鄭維中（1992）。校史稿。建中青年，96期，34-81。
- 林昂稷主編（2004）。建社望友─建中社團2004。臺北市，建國高級中學。
- 林韋翰主編（2006）。建社望友─2006建國中學社團簡介。臺北市，建國高級中學。

## 外部連結
- 臺北市立建國高級中學網站
- 臺北市立建國高級中學班聯會 （页面存档备份，存于）
- 台北市建國中學教師會 （页面存档备份，存于）
- 台北市建國中學家長會 （页面存档备份，存于）
- 台北市建國中學校友會 （页面存档备份，存于）
- 建國高級中學校史室摺頁 （页面存档备份，存于）